# HMS Campbeltown (I42)
USS Buchanan (DD-131)
Pour les autres navires du même nom, voir HMS Campbeltown et USS Buchanan.
Pour les articles homonymes, voir I42.
Le HMS Campbeltown (pennant number : I42) est un destroyer de la Royal Navy ayant servi durant de la Seconde Guerre mondiale. Il est connu pour son rôle de navire bélier dans l'opération Chariot contre les installations portuaires de Saint-Nazaire en mars 1942.

## USSBuchanan

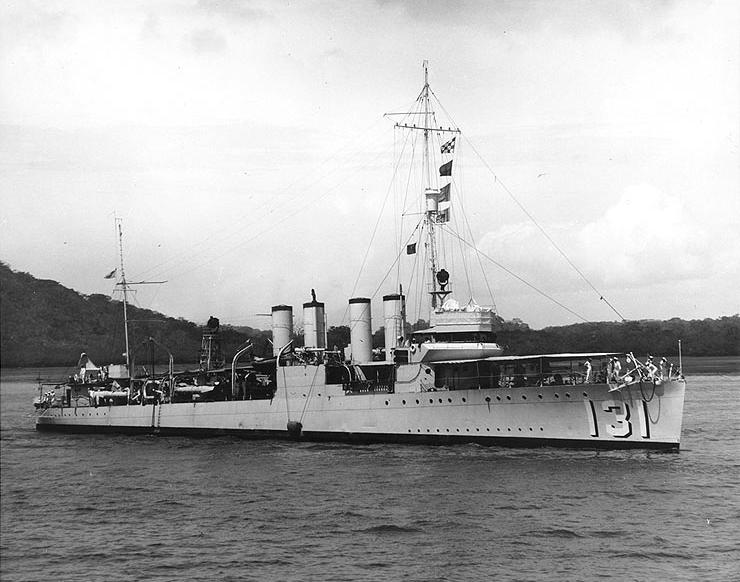
L’USS Buchanan en 1936 sous les couleurs de l'US Navy.

Il est construit aux États-Unis pour le compte de la United States Navy. C'est un destroyer de la classe Wickes, construit par le chantier naval Bath Iron Works à Bath dans le Maine. Il est lancé le 2 janvier 1919 et entre dans la Navy le 20 janvier. Il est placé dans la flotte de réserve en 1939. Il est l'un des 50 destroyers fournis à la Royal Navy selon les accords du Destroyers for Bases Agreement connut sous le nom de classe Town. Il est transféré le 3 septembre 1940 et arrive à Halifax (Canada) le 9 septembre.

## HMSCampbeltown

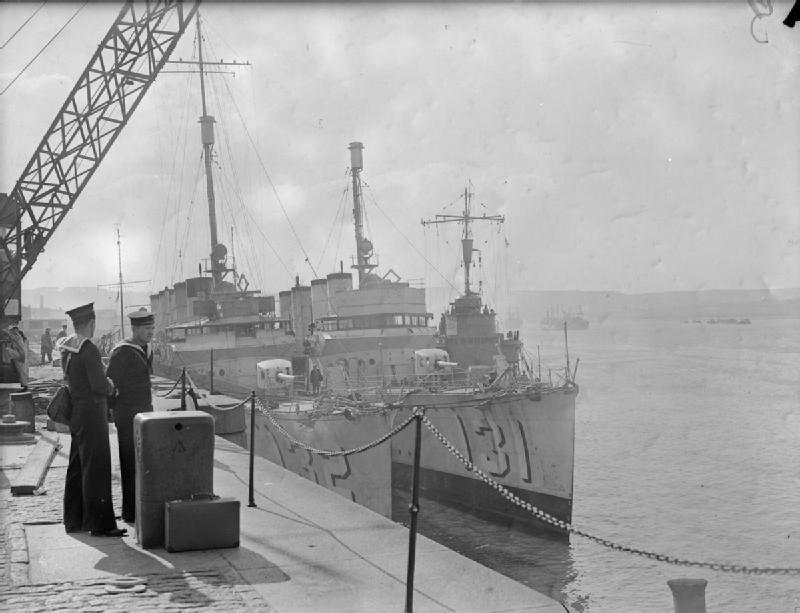
Les HMS Campbeltown et Castleton au moment de leur cession à la Royal Navy.

Il fait la traversée entre Halifax et Plymouth en passant par Saint-Jean (Terre-Neuve-et-Labrador). Il arrive aux chantiers de Devonport le 29 septembre pour des modifications nécessaires à son intégration dans la Royal Navy. Le carénage dure tout le mois d'octobre. Le 1er novembre il reçoit l'ordre de rejoindre la 17e Flottile dans les Atterrages occidentaux. Le jour suivant il entre en collision avec le SS Risoy. Malgré les dommages subis il continue en direction de Liverpool. Il y arrive le 7 novembre et subit quelques réparations. À l'issue de ces réparations, le 24 novembre, le Campbeltown continue sa route vers la flottille.
Le 29 novembre, il entre en collision avec le MV Murell (un caboteur) dans l'estuaire de la Mersey. Il commence à être déployé dans sa flottille début décembre, mais le 3 décembre il entre de nouveau en collision ; cette fois avec le SS Comus. Il doit donc de nouveau faire escale pour réparation. Les réparations durent jusqu'à fin mars et impliquent le raccourcissement de la quatrième cheminée.
À l'achèvement des travaux, le Campbeltown est transféré, sur prêt, à la Marine royale néerlandaise le 28 mars 1941. Il rejoint ainsi le 7e groupe d'escorte et est déployé en avril et mai. À cette époque, il y a une proposition de le renommer Middelburg, mais cela n'est pas accepté car cela aurait été contraire aux termes de l'accord de cession par la marine américaine. Il subit de nouveau des réparations en juin et reprend son travail d'escorte sur les convois en juillet et août. Il est de nouveau affecté à la Royal Navy en septembre, mais reste dans le 7e groupe d'escorte. Il rejoint son groupe d'escorte en octobre avec lequel il escorte les convois entre la Grande-Bretagne et l'Afrique de l'Ouest. Le 15 septembre, il recueille les survivants du pétrolier norvégien Vinga coulé par une attaque aérienne ennemie. Il continue son travail d'escorte en novembre et décembre, avant de se rendre à Devonport pour y subir de nouvelles réparations.

### Le raid sur Saint-Nazaire

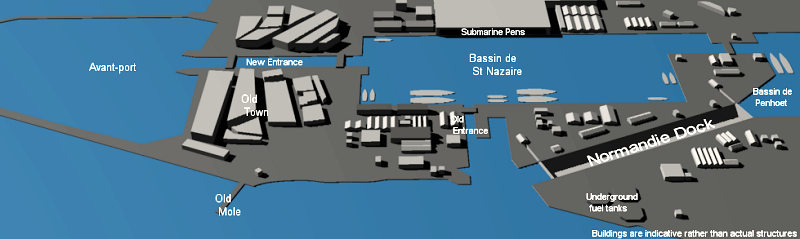
Installations portuaires de Saint-Nazaire en 1942.

Le Campbeltown débute des réparations à Devonport en janvier 1942. Au cours de cette période, il est sélectionné pour une opération spéciale et est retiré du service régulier. Il doit être utilisé pour l'opération Chariot, une opération d'assaut sur les installations portuaires de Saint-Nazaire. En 1942, le cuirassé allemand Tirpitz est ancré près de Trondheim en Norvège. Il est considéré comme présentant une menace grave pour les convois de l'Atlantique. Si le Tirpitz se rend dans l'Atlantique, la forme Joubert (à Saint-Nazaire) est la seule forme de radoub sur toute la façade atlantique apte à accueillir le cuirassé pour des réparations. Si cette cale sèche peut être mise hors service, toute sortie dans l'Atlantique du Tirpitz serait beaucoup plus problématique pour la Kriegsmarine, rendant ainsi son déploiement moins probable.

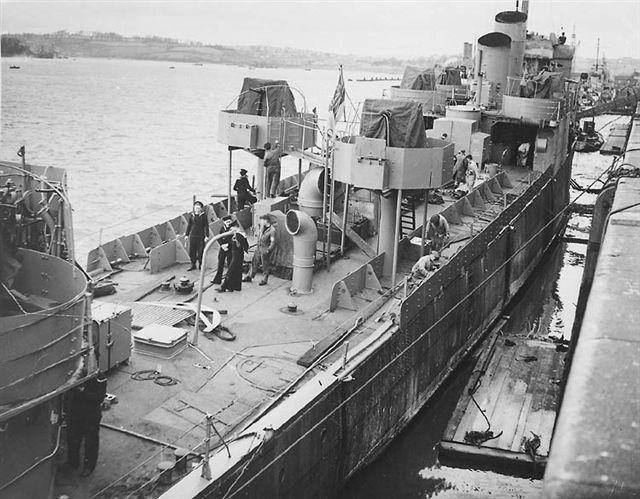
Le Campbeltown lors des travaux préparatifs au raid.

L'idée de l'opération Chariot est de projeter un navire bourré d'explosifs contre les portes de la forme de radoub. Il doit être accompagné d'un certain nombre de petites embarcations transportant des commandos britanniques, avec pour objectif la destruction des installations de pompage de la forme Joubert et aussi de différentes infrastructures portuaires. Les commandos seront ensuite évacués par les petites embarcations avant que le bateau bélier n'explose. Une difficulté importante du raid est due au fait que la forme se situe plusieurs kilomètres en amont dans l'estuaire de la Loire. Étant donné son obsolescence, le Campbeltown est choisi pour être le navire bélier. Il est modifié en conséquence en février. Ses troisième et quatrième cheminées sont ainsi retirées, les deux premières cheminées sont biseautées pour simuler l'apparence d'un torpilleur allemand de la classe Raubvogel. Un canon de marine de 12 livres QF 12 cwt est installé à l'avant du navire, et huit canons de 20 mm Oerlikon sont disposés sur le pont. Un blindage supplémentaire est installé afin de protéger la passerelle. Du matériel inutile est retiré afin d'alléger le destroyer.
Une charge explosive constituée de grenades anti-sous-marine 24 Mark VII — contenant un total de 4,1 tonnes d'amatol — est installée dans des cuves en acier installées juste derrière le pilier d'acier soutenant le canon avant. Ces cuves sont cimentées. Les charges sont prévues pour exploser huit heures après l'enclenchement des détonateurs. Le Campbeltown appareille de Devonport pour Falmouth, en Cornouailles, le 25 mars afin de rejoindre les autres navires participant à l'opération. L'équipage, devant être évacué avec les commandos, est réduit à 75 hommes, sous le commandement du capitaine de corvette Stephen « Sam » Beattie.
Une flottille de 21 navires appareille le 26 mars 1942 de Falmouth à 14 h 0. Elle est constituée du Campbeltown, de 16 chaloupes à moteur Fairmile type B, d'une vedette-torpilleur, d'une canonnière à moteur Fairmile type C, et de deux destroyers (destroyers de la classe Hunt). Les deux destroyers ont pour but l'escorte de la flottille, mais n'approchent pas de Saint-Nazaire. En dehors d'un bref contact avec le U-593, la flottille atteint la France sans encombre. Une des vedettes ayant des problèmes de propulsion doit faire demi-tour et rentre au Royaume-Uni.
Le bombardement aérien initialement prévu avec 35 Armstrong Whitworth Whitley et 25 Vickers Wellington est beaucoup moins important que prévu en raison de nuages très épais. Il est inefficace et prévient les troupes allemandes que quelque chose d'inhabituel se passe. Néanmoins, en utilisant des signaux lumineux allemands, la flotte parvient à s'approcher à un 1,6 kilomètre de son objectif avant que les défenses allemandes n'ouvrent le feu. Le Campbeltown, plus grand navire de la flotte, essuie la plupart du feu ennemi. Pendant l'approche finale, l'équipage du Campbeltown abaisse le pavillon de la Kriegsmarine — utilisé pour leurrer les Allemands — et hisse celui de la Royal Navy.

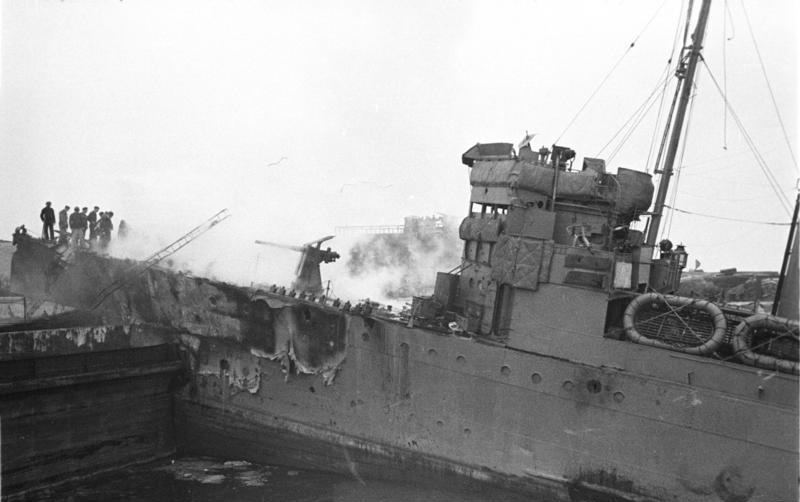
Le Campbeltown contre la porte avant son explosion.

À 1 h 34 le 28 mars, 4 minutes après l'heure planifiée, le Campbeltown entre en collision avec la porte de la forme de radoub. Les commandos et l'équipage du navire débarquent sur les quais sous le feu des Allemands et commencent leur mission de destruction des installations portuaires. Des 611 hommes qui constituent la force d'attaque, 169 sont tués (64 commandos et 105 marins). Parmi les survivants, 215 sont capturés et 222 sont évacués sur les petits bateaux restants. Cinq autres parviennent à quitter Saint-Nazaire et traversent la France en direction de l'Espagne pour rejoindre Gibraltar.
Les charges du Campbeltown explosent à midi, une heure et demie après l'heure prévue par les Britanniques. Bien que le navire ait été inspecté par les Allemands, les explosifs n'ont pas été trouvés. L'explosion tue près de 250 soldats allemands et civils français. Elle détruit la moitié avant du Campbeltown et les 150 tonnes de la porte de la cale sèche, provoquant un raz-de-marée dans celle-ci dans laquelle se trouvaient deux navires à sec. La cale sèche de Saint-Nazaire est rendue inutilisable pour le reste de la guerre, et ne sera pas réparée avant novembre 1947,.
Les torpilles à action retardée tirées sur les portes de l'écluse du bassin extérieur ont, comme prévu, explosé dans la nuit du 30 mars. Cette explosion tardive a conduit les troupes allemandes paniquées à tirer sur des civils français. Seize civils français sont tués et une trentaine ont été blessés. Plus tard, 1 500 civils sont arrêtés et internés dans un camp à Savenay. Le Lt-Cdr Beattie — fait prisonnier — reçut la Croix de Victoria pour sa bravoure, et en 1947 la Légion d'honneur. Il est l'un des cinq participants du raid à obtenir une Croix de Victoria parmi 80 autres décorations militaires.

## Postérité

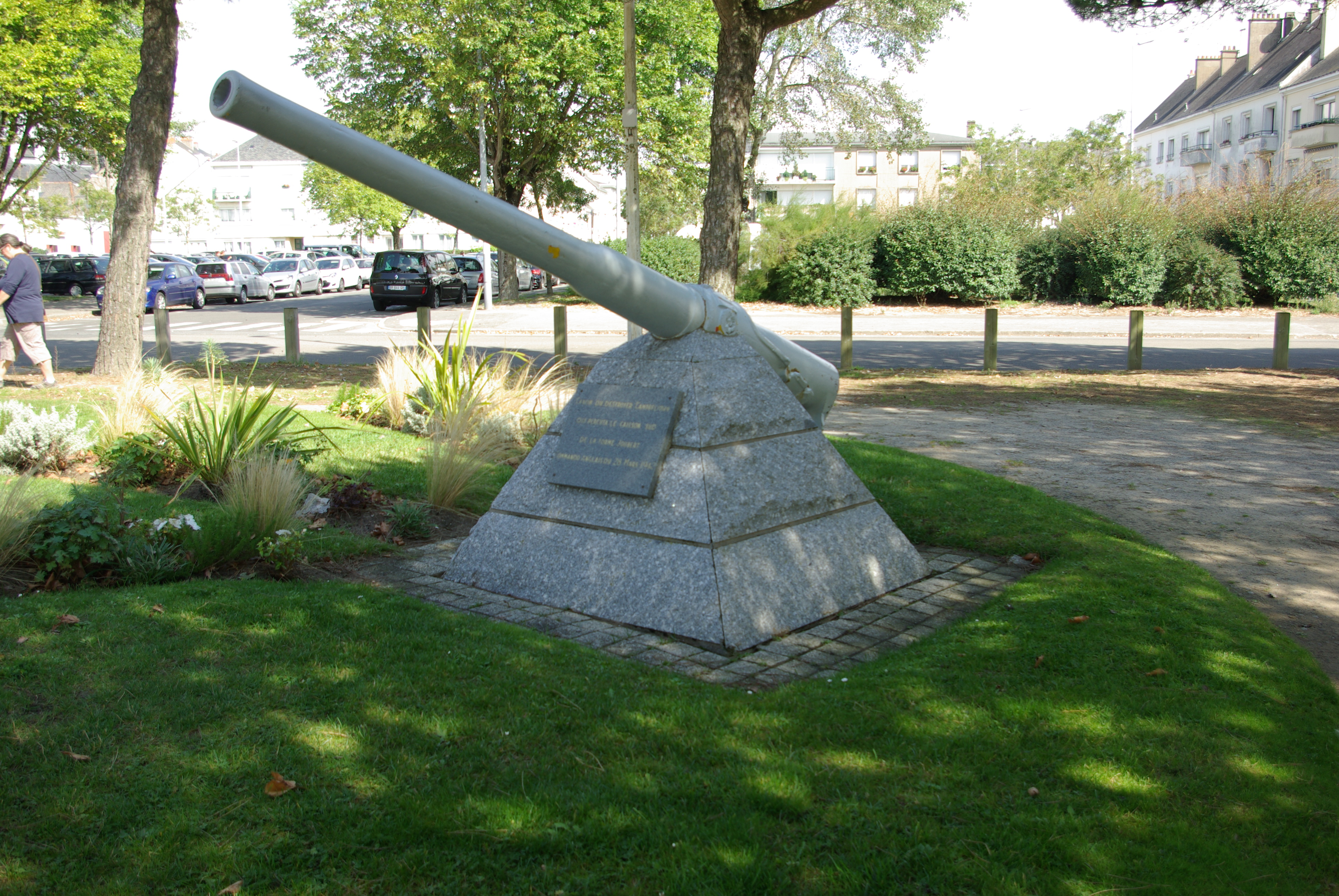
Le canon sur la place du Commando en 2015.

La cloche du HMS Campbeltown est donnée à la ville de Campbelltown, Pennsylvanie en remerciement du programme prêt-bail réalisé par les États-Unis. Cette cloche est ensuite prêtée au HMS Campbeltown, une frégate britannique armée en 1989. Elle est de retour à Campbelltown le 21 juin 2011, après la mise à la retraite de cette frégate.

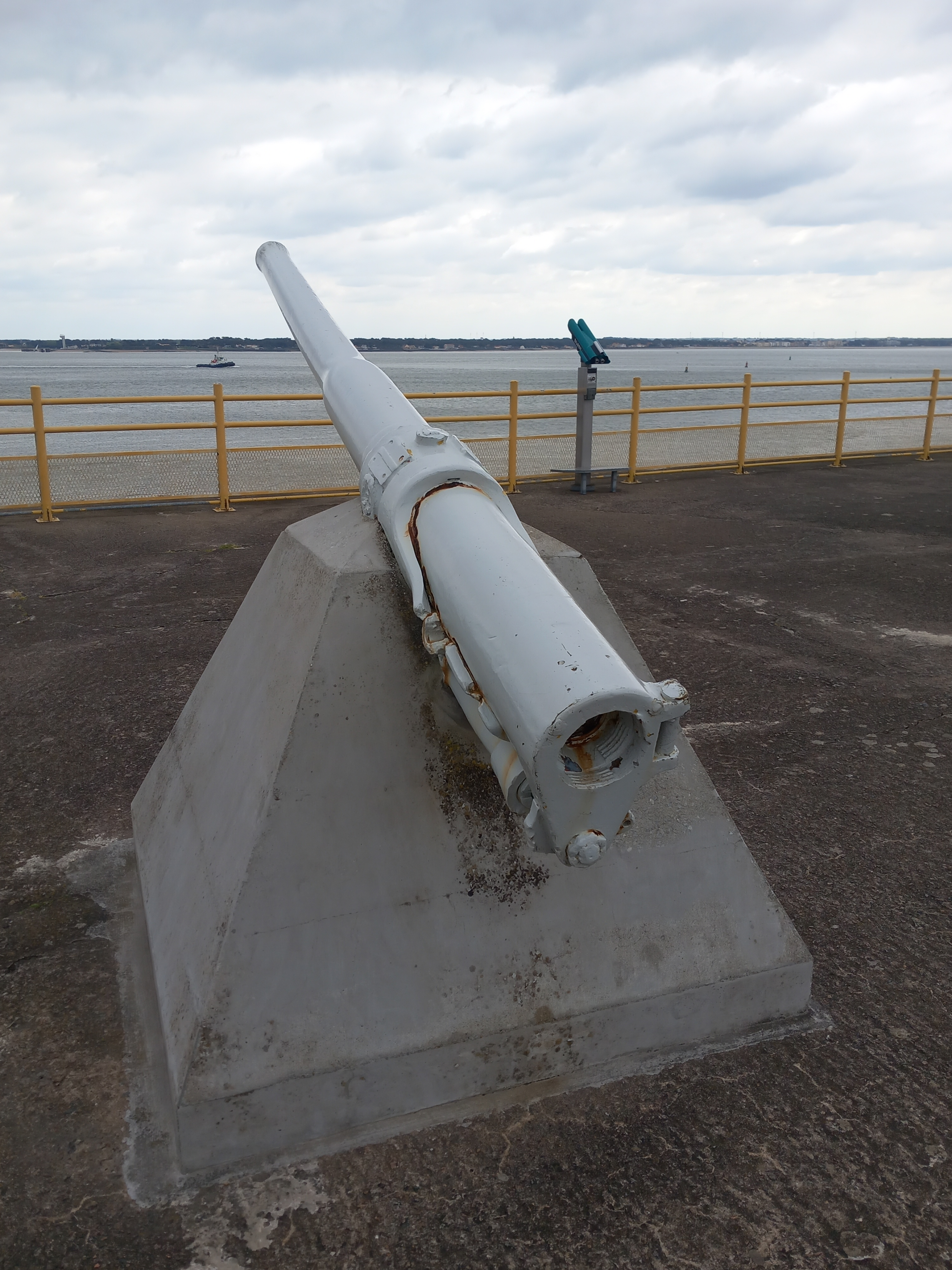
Le canon en 2024, sur la terrasse panoramique du port.

Le canon du Campbeltown est retrouvé dans les années 1970 lors du dragage de l'estuaire. Il est d'abord exposé dans la ville de Saint-Nazaire sur la place du Commando. En 2016, en raison de travaux de rénovation de la place, il est déplacé sur le toit de la terrasse panoramique du port de Saint-Nazaire. Un autre vestige du destroyer Campbeltown, en l’occurrence l’une de ses portes, est retrouvé en 2020 lors de travaux sur le port de Saint-Nazaire. Cette pièce historique est visible depuis fin mars 2024 au musée Le Grand Blockhaus.
En 1952, le film Commando sur Saint-Nazaire est en partie basé sur l'histoire du HMS Campbeltown.

### Sources
- (en) Cet article est partiellement ou en totalité issu de l’article de Wikipédia en anglais intitulé « HMS Campbeltown (I42) » (voir la liste des auteurs).